# Гримоалд I (Бавария)
Вижте пояснителната страница за други личности с името Гримоалд.
Гримоалд I (Grimoald I) е херцог в Бавария през 590 – 595 г.

## Биография
Произлиза от фамилията Агилолфинги. Син е на Гарибалд I (548 – 595), първият познат по име херцог на Бавария, и на Валдерада, дъщеря на Вахо, крал на лангобардите (510 – 540). Брат е на Тасило I (* 560, † 610), херцог на Бавария, Гундоалд (* 565, † 612), херцог на Асти (589), и Теодолинда (* 570/575, † 627), лангобардска кралица (589 – 626).
Кралят на Меровингите Хилдеберт II смъква Гримоалд и баща му Гарибалд от трона и поставя през 591 или 593 г. брат му Тасило I като rex.